# Pasimachus strenuus
Pasimachus strenuus är en skalbaggsart som beskrevs av Leconte 1874. Pasimachus strenuus ingår i släktet Pasimachus och familjen jordlöpare. Inga underarter finns listade i Catalogue of Life.